# Glattbaggar
Glattbaggar (Scydmaenidae) är en familj i ordningen skalbaggar.

## Beskrivning
Arterna är små med en kroppslängd mellan 0,5 och 3,5 millimeter. Flera arter är insnörda bakom huvudet och även mellan thorax och bakkroppen. På grund av denna egenskap och den långsträckta kroppen liknar de i viss mån myror. På kroppen finns små hår och antennernas sista 3 till 5 segmenten är tjockare än de övriga avsnitten. Alla extremiteter består av fem lemmar.
Glattbaggar föredrar fuktiga ställen och lever bland mossa, ruttig trä eller löv samt under barken och stenar. Några arter förekommer i myrstackar eller bon av däggdjur.
Glattbaggarnas imago och även larverna livnär sig främst av kvalster samt av andra ryggradslösa djur. De dödar sina byten genom att borra eller skära upp deras skal.
Över hela världen finns cirka 4 500 beskrivna arter i 80 släkten. I Europa förekommer 600 arter fördelade på två underfamiljer och 21 släkten.